# Прайс Тауншип (округ Монро, Пенсільванія)
Прайс Тауншип (англ. Price Township) — селище (англ. township) в США, в окрузі Монро штату Пенсільванія. Населення — 3678 осіб (2020).

### Клімат
| Клімат : Прайс Тауншип  | Клімат : Прайс Тауншип | Клімат : Прайс Тауншип | Клімат : Прайс Тауншип | Клімат : Прайс Тауншип | Клімат : Прайс Тауншип | Клімат : Прайс Тауншип | Клімат : Прайс Тауншип | Клімат : Прайс Тауншип | Клімат : Прайс Тауншип | Клімат : Прайс Тауншип | Клімат : Прайс Тауншип | Клімат : Прайс Тауншип | Клімат : Прайс Тауншип |
| Показник                | Січ.                   | Лют.                   | Бер.                   | Квіт.                  | Трав.                  | Черв.                  | Лип.                   | Серп.                  | Вер.                   | Жовт.                  | Лист.                  | Груд.                  | Рік                    |
| Абсолютний максимум, °C | 18,4                   | 23,5                   | 28,8                   | 32,6                   | 33,6                   | 33,3                   | 35,6                   | 35,1                   | 34,1                   | 29,7                   | 25,0                   | 20,3                   | 35,6                   |
| Середній максимум, °C   | 0,9                    | 2,9                    | 7,7                    | 14,9                   | 20,9                   | 25,2                   | 27,2                   | 26,7                   | 22,7                   | 16,4                   | 9,9                    | 3,4                    | 14,9                   |
| Середня температура, °C | −4,2                   | −2,7                   | 1,8                    | 8,3                    | 13,9                   | 18,7                   | 20,9                   | 20,3                   | 16,3                   | 9,9                    | 4,5                    | −1,4                   | 8,9                    |
| Середній мінімум, °C    | −9,4                   | −8,2                   | −4,2                   | 1,6                    | 7,0                    | 12,2                   | 14,7                   | 14,0                   | 9,8                    | 3,3                    | −0,9                   | −6,2                   | 2,9                    |
| Абсолютний мінімум, °C  | −29,8                  | −24,8                  | −20,3                  | −11,4                  | −2,8                   | 1,1                    | 4,1                    | 1,8                    | −2,1                   | −8,2                   | −17,6                  | −24,8                  | −29,8                  |
| Норма опадів, мм        | 87                     | 76                     | 93                     | 106                    | 112                    | 120                    | 108                    | 110                    | 124                    | 119                    | 99                     | 101                    | 1255                   |
| Вологість повітря, %    | 71.2                   | 66.2                   | 61.8                   | 58.0                   | 61.1                   | 70.1                   | 70.6                   | 72.7                   | 73.9                   | 70.2                   | 70.0                   | 72.3                   | 68.2                   |
| ----------------------- | ---------------------- | ---------------------- | ---------------------- | ---------------------- | ---------------------- | ---------------------- | ---------------------- | ---------------------- | ---------------------- | ---------------------- | ---------------------- | ---------------------- | ---------------------- |
| Джерело: PRISM          |                        |                        |                        |                        |                        |                        |                        |                        |                        |                        |                        |                        |                        |

## Демографія
Згідно з переписом 2010 року, у селищі мешкали 3573 особи в 1295 домогосподарствах у складі 980 родин. Було 1691 помешкання
Расовий склад населення:
| - 79,3 % — білих - 12,0 % — чорних або афроамериканців - 1,6 % — азіатів - 0,3 % — корінних американців - 3,9 % — осіб інших рас |

До двох чи більше рас належало 2,9 %. Частка іспаномовних становила 12,6 % від усіх жителів.
За віковим діапазоном населення розподілялося таким чином: 24,3 % — особи молодші 18 років, 65,9 % — особи у віці 18—64 років, 9,8 % — особи у віці 65 років та старші. Медіана віку мешканця становила 40,2 року. На 100 осіб жіночої статі у селищі припадало 105,5 чоловіків;  на 100 жінок у віці від 18 років та старших — 103,5 чоловіків також старших 18 років.
Середній дохід на одне домашнє господарство  становив 68 525 доларів США (медіана — 68 318), а середній дохід на одну сім'ю — 73 329 доларів (медіана — 69 813). Медіана доходів становила 55 625 доларів для чоловіків та 35 266 доларів для жінок. За межею бідності перебувало 9,2 % осіб, у тому числі 7,4 % дітей у віці до 18 років та 10,3 % осіб у віці 65 років та старших.
Цивільне працевлаштоване населення становило 1689 осіб. Основні галузі зайнятості: освіта, охорона здоров'я та соціальна допомога — 27,1 %, науковці, спеціалісти, менеджери — 16,2 %, мистецтво, розваги та відпочинок — 14,0 %.